# Витошинский, Емельян Михайлович
Емельян Михайлович Витошинский (21 сентября 1869, Люблинская губерния — не ранее 1929) — российский композитор.

## Биография
Родился в семье священника.
Окончил Холмское духовное училище (1885), Холмскую духовную семинарию (1891), Московскую духовную академию (1895), Харьковский университет (1898), изучал теорию музыки и композицию в Варшавской консерватории.
Преподаватель русского языка в мужских гимназиях: 3-й варшавской (1898–1916) и в Лодзи (1906–1909).
Один из учредителей Русского хорового общества в Варшаве (1898), устроитель духовных концертов и народно-певческих съездов на Холмщине (1906–1913), участник регентских съездов в Москве и Санкт-Петербурге, председатель 5-го съезда (1914) и Общества распространения хорового церковного и светского пения (1915).
Коллежский асессор, преподаватель в 13-й московской мужской гимназии (1916).
В 1917—1918 годах член Поместного собора Православной российской церкви по избранию как мирянин от Холмской епархии, участвовал во всех трёх сессиях, член VII, XXIII отделов, председатель подотдела о церковном пении.
В 1920-х годах преподаватель в киевских школах (трудовой и связи). С 1924 года безработный.
В 1925–1929 годах член секции хоровых композиторов Союза драматических и музыкальных писателей.
Автор духовных и светских музыкальных сочинений, обработок украинских народных песен.
Жена — Елизавета Анатольевна.

## Музыкальные сочинения
- Горные вершины (Для мужского хора) / Сл. М. Лермонтова. Варшава, 1898.
- Святый Боже (oр. 1). Для смешанного хора. СПб., 1900.
- Духовно-музыкальные сочинения для смешанного хора. М.; Лейпциг, 1903.
- Господи, воззвах. Гласы 1-й, 2-й (op. 3). 1903.
- Богородице, Дево, радуйся. СПб., 1904 (Песнопения Всенощной. М., 1991).
- Святый Боже. № 2. Великая ектения. Лейпциг, 1904.
- Пiснi побожнiï, певаємiï по усопшим. Для ужитку люду в Холмщинi и Пiдлясьï. 1906.
- Последование панихиды (oр. 2, № 1), На реках вавилонских (ор. 7). М., 1909.
- Песнопения Богогласника холмского народно-церковного роспева в 4-голосной гармонизации. Холм, 1910.
- Херувимская песнь № 2. СПб., 1912.
- Сподоби, Господи, в вечер сей.
- Блажен муж. 1-й псалом (ор. 5). М., 1915.
- Песня Пресвятой Богородице (Холмской). Для хора в сопровождении фортепиано // Культурно-просветительная работа. Встреча. 2004. № 1. С. 27.

## Труды
- Письмо к А. В. Касторскому (1928) // Всероссийское музейное объединение музыкальной культуры им. М. И. Глинки. Ф. 184.
- Реформа классицизма или реформа средней школы? Варшава, 1901.
- Русские духовные композиторы перед судом цензуры // Московские ведомости. 1902. № 79, 80.
- Хор г. Калишевского в Киеве // Музыка и пение. 1902. № 1, 2.
- По Галиции. Путевые очерки. Варшава, 1904.
- Местный народно-церковный напев Холмской Руси // Холмско-Варшавский епархиальный вестник. 1904. № 36–37.
- Что делать нам в настоящее время с вопросом об упорствующих?; Насущные нужды Холмской епархии в настоящее время // Холмско-Варшавский епархиальный вестник. 1905. № 13, 33.
- Ответ свящ. М. А. Лисицыну; Критический отзыв о. Лисицына о моих духовно-музыкальных произведениях // Музыка и пение. 1905. № 1, 5.
- Женщины в церковных хорах // Музыкальный труженик. 1906/1907. № 18.
- Церковные народные хоры и их благотворное влияние // Народное образование. 1907. № 4.
- Народно-церковный напев Холмской Руси [С нотами] // Богословский вестник. 1910. № 7/8.
- Краткий обзор истории Холмской духовной семинарии // Богословский вестник. 1911. № 2.
- Духовенство и церковная музыка // Хоровое и регентское дело. 1909. № 4.
- О церковности духовно-музыкальных сочинений (По поводу ст. А. В. Никольского); Съезды хоровых деятелей // Хоровое и регентское дело. 1910. № 2, 11.
- Открытое письмо к русским духовным композиторам // Хоровое и регентское дело. 1911. № 8; 1912. № 2.
- Пятый Всероссийский съезд хоровых деятелей в июне 1913 года в С.-Петербурге // Хоровое и регентское дело. 1913. № 1.
- Отчет Исполнительной комиссии постановлений V Всероссийского съезда хоровых деятелей // Хоровое и регентское дело. 1915. № 11.
- Русские писатели XIX века. Опыт учебника для средних школ и самообразования. Варшава, 1911.
- Значение деятельности М. В. Ломоносова в истории русской литературы и просвещения // Памяти Ломоносова. Варшава, 1912. С. 148–154.
- Педагогические идеи Н. И. Пирогова // Сборник в честь Н. И. Пирогова. Варшава, 1912.
- Указатель именной и предметный к труду А. В. Горского и К. И. Невоструева «Описание славянских рукописей Московской синодальной библиотеки». Варшава, 1915.
- Селянськi оповiдання про Холмське «возсоєдиненiе» (1866–1875) // За 100 лiет. Матерiали з громадського й лiт. життя Украïни XIX – i поч. ХХ ст. К., 1927. Кн. 1. С. 77–82.